# بيلي جي. كلارك
بيلي جي. كلارك هو سياسي أمريكي، ولد في 4 يناير 1778، وتوفي في 20 سبتمبر 1866. نشط حزبياً في حزب اليمين. وقد انتخب عضو جمعية ولاية نيويورك ‏.